# One Day as a Lion (Band)
One Day as a Lion war eine Crossover-Band aus Los Angeles, Kalifornien.

## Geschichte
Gegründet wurde die Band von Zack de la Rocha, dem Frontsänger der Crossover-Band Rage Against the Machine, und dem Ex-Schlagzeuger von The Mars Volta, Jon Theodore. Namensgebend für die Band war ein Foto von 1970, das eine Mauer in Boyle Heights, einem Latinoviertel von Los Angeles, mit dem Schriftzug „It’s better to live one day as a lion, than a thousand years as a lamb“ (dt.: „Es ist besser, einen Tag als Löwe zu leben, als 1000 Jahre als Lamm“) zeigt. Eine EP wurde am 22. Juli 2008 auf dem Independent-Label ANTI-Records veröffentlicht. Im Jahr 2011 wurde die Band schließlich aufgelöst.

## Diskografie

### EPs
| Jahr | Titel             | Höchstplatzierung, Gesamtwochen, AuszeichnungChartplatzierungen (Jahr, Titel, Platzierungen, Wochen, Auszeichnungen, Anmerkungen) | Höchstplatzierung, Gesamtwochen, AuszeichnungChartplatzierungen (Jahr, Titel, Platzierungen, Wochen, Auszeichnungen, Anmerkungen) | Anmerkungen                         |
| Jahr | Titel             | NO | US | Anmerkungen                         |
| ---- | ----------------- | --- | --- | ----------------------------------- |
| 2008 | One Day as a Lion | — | US28 (10 Wo.)US | Erstveröffentlichung: 18. Juli 2008 |

### Singles
| Jahr | Titel Album                          | Höchstplatzierung, Gesamtwochen, AuszeichnungChartplatzierungen (Jahr, Titel, Album, Platzierungen, Wochen, Auszeichnungen, Anmerkungen) | Höchstplatzierung, Gesamtwochen, AuszeichnungChartplatzierungen (Jahr, Titel, Album, Platzierungen, Wochen, Auszeichnungen, Anmerkungen) | Anmerkungen                         |
| Jahr | Titel Album                          | NO | US | Anmerkungen                         |
| ---- | ------------------------------------ | --- | --- | ----------------------------------- |
| 2008 | Wild International One Day as a Lion | NO6 (1 Wo.)NO | — | Erstveröffentlichung: 16. Juli 2008 |